# József Darmos
József Daniel Darmos (* 1. Juli 1985 in Kiskunmajsa) ist ein ungarischer Profiboxer im Cruisergewicht.

## Amateurkarriere

### Nationale Meisterschaften
Er wurde 2003 Ungarischer Juniorenmeister, sowie von 2004 bis 2011 gleich achtmal in Folge Ungarischer Meister im Schwergewicht. 2012 und 2013 wurde er Vizemeister.

### EU- und Europameisterschaften
Im Mai 2006 nahm er an den EU-Meisterschaften in Pécs teil, wo er Boris Boschenko aus Deutschland besiegte, ehe er im Halbfinale gegen John M’Bumba aus Frankreich ausschied und damit Platz 3 erreichte. Bei den EU-Meisterschaften 2008 in Cétniéwò, unterlag er im Viertelfinale gegen Elias Pavlidis aus Griechenland. Bei den EU-Meisterschaften 2014 in Sofia verlor er im ersten Kampf gegen Igor Jakubowski aus Polen.
2006 nahm er auch erstmals an den Europameisterschaften in Plowdiw teil, wo er sich gegen Milorad Gajović aus Montenegro und Mihail Muntean aus Moldawien durchsetzen konnte, ehe er im Viertelfinale gegen den Ukrainer Denys Pojazyka ausschied. Bei der EM 2008 in Liverpool besiegte er Damir Beljo aus Bosnien, Elchin Alisade aus Aserbaidschan und Durmus Keklik aus Österreich, ehe er im Halbfinale gegen Zolak Ananikjan aus Armenien verlor und damit Bronze gewann. 2010 in Moskau schlug er Warren Baister aus England und Bahram Muzaffer aus der Türkei, schied jedoch erneut im Halbfinale gegen Terwel Pulew aus Bulgarien aus und gewann damit erneut Bronze. 2011 in Ankara verlor er bereits in der Vorrunde gegen Teymur Məmmədov aus Aserbaidschan. Auch bei der EM 2013 in Minsk, unterlag er in der Vorrunde gegen Wladimir Cheles aus Moldawien.

### Weltmeisterschaften
Bei den Weltmeisterschaften 2005 in Mianyang schied er im Viertelfinale gegen Alexander Alexejew aus Russland aus, nachdem er zuvor den Kanadier Gino Nardari und den Serben Tomislav Antelj besiegt hatte. Bei der WM 2007 in Chicago schlug er Azea Augustama aus Haiti, Vitalijus Subačius aus Litauen und Babacar Kamara aus Schweden und erreichte damit erneut das Viertelfinale, wo er sich gegen Yushan Nijiati aus China geschlagen geben musste. 2009 in Mailand und 2011 in Baku erreichte er jeweils das Achtelfinale, wo er gegen Ramesjon Achmedow aus Usbekistan bzw. Teymur Məmmədov aus Aserbaidschan ausschied.

### Weitere
Im Februar und April 2008 nahm er an den europäischen Olympiaqualifikationsturnieren in Pescara und Athen teil, um einen Startplatz bei den Olympischen Sommerspielen von Peking zu erkämpfen. Er konnte sich zwar gegen Aleksandar Aleksić aus Österreich, Danny Price aus England und Babacar Kamara aus Schweden durchsetzen, verlor jedoch gegen Elias Pavlidis aus Griechenland und Petrișor Gănănău aus Rumänien, womit ihm eine Olympiateilnahme verwehrt blieb. 
Um bei den Olympischen Sommerspielen 2012 von London teilnehmen zu können, nahm er im April 2012 erneut bei der europäischen Olympiaqualifikation in Trabzon teil, schied jedoch erneut vorzeitig gegen den Iren Tommy McCarthy aus.

## Profikarriere
Sein Profidebüt gab er am 19. September 2015. Am 27. April 2019 gewann er den Ungarischen Meistertitel im Cruisergewicht. Im Dezember 2021 verlor er durch TKO gegen Alfonso Lopez und im August 2022 ebenfalls durch TKO gegen Efe Ajagba.